# Бузиновская
Бузиновская — станица в Выселковском районе Краснодарского края  России. Образует Бузиновское сельское поселение и является его административным центром.

## География
Центр Бузиновской станицы расположен в 8 км восточнее районного центра Выселки. Станица вытянулась по левому берегу речки Бузинка (бассейн Бейсуга) на 9 км и расположена в степной зоне.
Железнодорожная станция Бузинка на линии «Краснодар—Тихорецкая» расположена на северной окраине, удалённой от «центра».

### Уличная сеть
- ул. Новая
- ул. Октябрьская
- ул. Молодёжная
- ул. Ленина
- ул. Мира
- ул. Дружбы
- ул. Гагарина
- ул. Пролетарская
- пер. Зелёный
- ул. Садовая
- ул. Заречная
- пер. Выходной,
- ул. Восточная.
- ул. Чапаева.
- ул. Береговая.

## Население
| 2002  | 2010  | 2012  | 2013  | 2014  | 2015  | 2016  |
| ----- | ----- | ----- | ----- | ----- | ----- | ----- |
| 1773  | ↗1783 | ↘1776 | ↗1785 | ↘1782 | ↘1772 | ↘1771 |
| 2017  | 2018  | 2019  | 2020  | 2021  | 2023  |       |
| ↘1769 | ↘1746 | ↘1724 | ↘1702 | ↗1763 | ↘1737 |       |

## История
Посёлок Бузиновский основан в 1878 году, преобразован в станицу не позднее 1925 года.
По сведениям 1882 года в посёлке Бузиновский проживало 1339 человек (674 мужского пола и 665 — женского), насчитывалось 177 дворовых хозяйств. Народность жителей — великороссы.

## Известные уроженцы, жители
Виталий Юрьевич Стежко (29 января 1997 года, станица Бузиновская) — российский футболист, защитник клубов «Краснодар» и «Краснодар-2».